# Fonds international de développement agricole
Pour les articles homonymes, voir FIDA.
Le Fonds international de développement agricole (FIDA, International Fund for Agricultural Development, IFAD) est une institution spécialisée du système des Nations unies. Il a été fondé en décembre 1977 dans le sillage de la Conférence mondiale de l'alimentation réunie à Rome en 1974, en réponse aux crises alimentaires du début des années 1970 où une pénurie alimentaire a provoqué une vague de famine et malnutrition, principalement dans le Sahel.

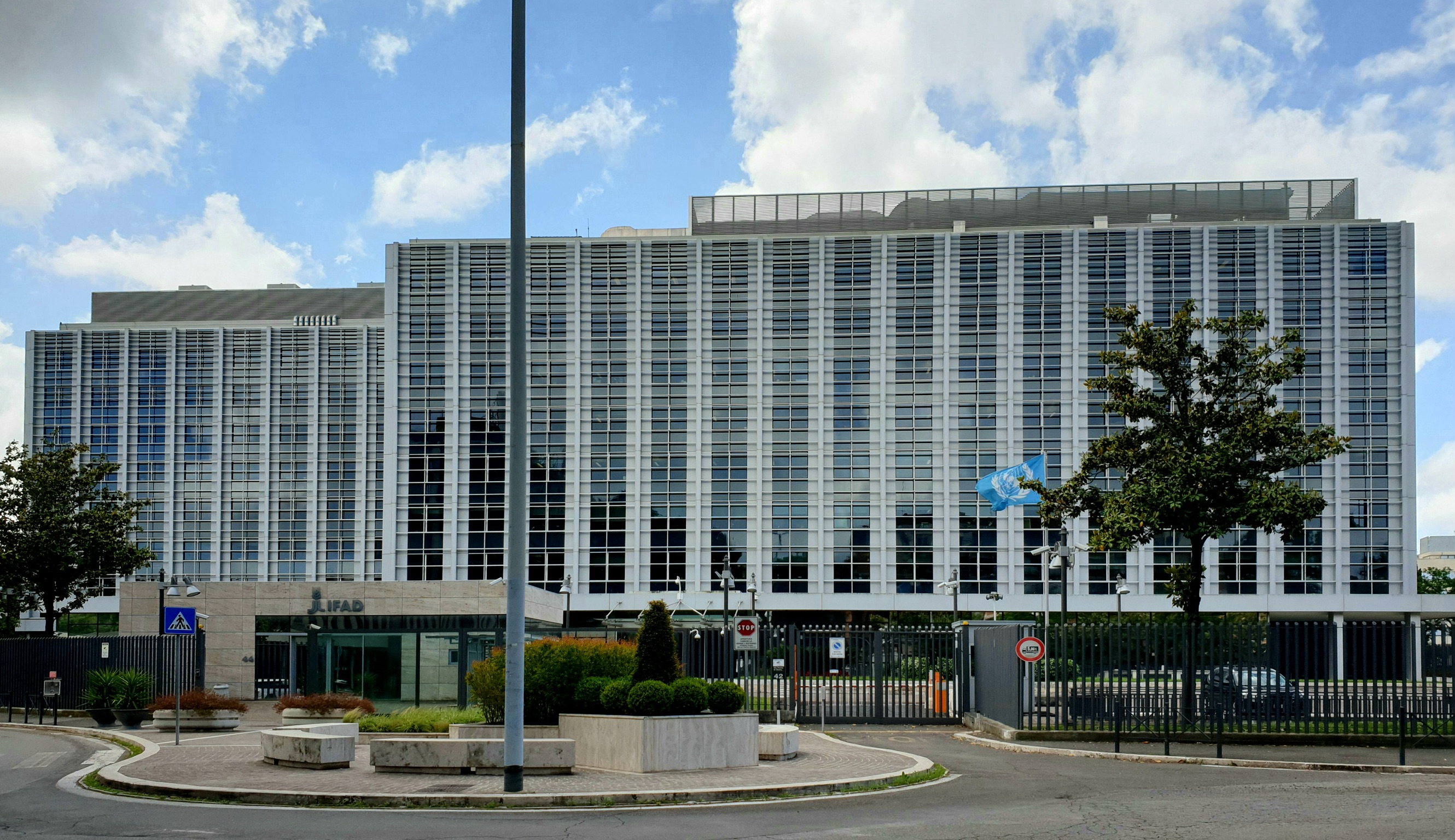
Siège FIDA à Rome.

Son siège est à Rome.

## Mission
Le FIDA est une banque d'aide au développement qui a pour vocation d'aider financièrement, comme bailleur de fonds et organisateur, au développement agricole et rural dans les pays en développement et en transition. Il se donne pour mission d'y combattre la faim, la malnutrition et la pauvreté par l'amélioration des moyens et techniques agricoles et par la création et la modernisation d'activités agricoles ou commerciales en milieu rural, notamment moyennant des projets de microfinancement gérés au niveau local.
Le FIDA mène régulièrement à bien des projets en collaboration, entre autres avec la Banque mondiale, le PNUD, le PAM et la FAO.
À ce jour le FIDA a mené plus de 1000 projets de développement rural dans plus d'une centaine de pays. Les appuis du FIDA sont principalement destinés à la promotion de l'agriculture familiale et à la transformation des systèmes de production, tels que décrits dans le rapport annuel sur le développement rural produit depuis 2011.
Le Chef du service des relations avec les médias et des manifestations et programmes spéciaux du Fonds International de Développement Agricole est membre du Comité Consultatif International de l'Organisation de la presse africaine (APO).

## Composition
Il compte 177 États membres en 2021.
Les pays membres sont répartis dans trois types de listes :
- liste A : pays développés contribuant au FIDA (27 en 2019[3]),
- liste B : pays en voie de développement contribuant au FIDA (12 en 2019[3]),
- liste C : pays potentiellement bénéficiaires de l'aide du FIDA :
  - liste C1 : pays africains (50 en 2019[3]),
  - liste C2 : pays asiatiques, européens et océaniens (55 en 2019[3]),
  - liste C3 : pays américains (32 en 2019[3]).

## Fonctionnement - Organes directeurs
Le FIDA est administré par le Président du Conseil d'administration, sous la surveillance de celui-ci. Le Conseil des gouverneurs, organe suprême composé des représentants des États membres, se réunit annuellement. Il élit le Président pour un mandat de 4 ans, renouvelable une fois, ainsi que les 18 membres du Conseil d'administration pour 3 ans.
| Nom                | Nationalité | Période   |
| ------------------ | ----------- | --------- |
| Kanayo F. Nwanze   | Nigeria     | 2009-...  |
| Gilbert F. Houngbo | Togo        | 2017-2022 |
| Alvaro Lario       | Espagne     | 2022-...  |

## Siège
Le FIDA est sis au 44, via Paolo Di Dono, dans le quartier de l'EUR au Sud de Rome (Italie) 